# Дрибинцев, Василий Саввич
Васи́лий Са́ввич Дрибинцев (27 февраля 1864 — 25 апреля 1926, Панчево) — русский общественный деятель и политик, член IV Государственной думы от Могилевской губернии.

## Биография
Старообрядец-поповец. Из купеческой семьи, потомственный почетный гражданин. Землевладелец Рогачевского уезда (4200 десятин, из них 2500 при имении Дуравичи).
По окончании Новозыбковского реального училища помогал отцу в торговле лесом и хлебом. В 1890 году поселился в Дуравичах, где занялся сельским хозяйством и общественной деятельностью.
Состоял гласным Могилевского губернского комитета по делам земского хозяйства (с 1903), почетным мировым судьей по Рогачевскому уезду (с 1904) и Гомельскому уезду (с 1910), почетным попечителем Рогачевской учительской семинарии. Был членом землеустроительной комиссии и председателем общества сельского хозяйства. В 1911 году, с введением земства в Западном крае, был избран председателем Рогачевской уездной земской управы и сохранил эту должность после избрания в Думу.
В 1912 году был избран членом Государственной думы от Могилевской губернии. Входил во фракцию октябристов, после её раскола — в группу земцев-октябристов. Входил в Совет старейшин Думы. Состоял товарищем председателя финансовой комиссии, а также членом комиссий: по народному образованию, по местному самоуправлению, по старообрядческим делам и о праздновании 300-летия дома Романовых. Был членом Прогрессивного блока.
В годы Первой мировой войны участвовал в работе Всероссийского земского союза. 9 марта 1917 года, после Февральской революции, был назначен комиссаром Временного комитета Государственной думы и Временного правительства в Могилевской губернии. 4 мая 1917 года вошел в состав Совещания для разработки плана финансового преобразования под председательством министра финансов.
После Октябрьской революции в эмиграции в Югославии. Жил в Панчеве.
Скончался в 1926 году в панчевском госпитале. Был женат.

## Награды
- Орден Святой Анны 3-й степени (1913).